# Praedorothia
Praedorothia es un género de foraminífero bentónico de la familia Prolixoplectidae, de la superfamilia Verneuilinoidea, del suborden Verneuilinina y del orden Lituolida. Su especie tipo es Dorothia praehauteriviana. Su rango cronoestratigráfico abarca desde el Valanginiense hasta el Barremiense (Cretácico inferior).

## Discusión
Clasificaciones previas incluían Praedorothia en la subfamilia Dorothiinae, de la familia Eggerellidae, de la superfamilia Eggerelloidea, de la superfamilia Textularioidea, del suborden Textulariina del orden Textulariida, o en el orden Lituolida sin diferenciar el suborden Verneuilinina.

## Clasificación
Praedorothia incluye a las siguientes especies:
- Praedorothia praehauteriviana †
- Praedorothia praeoxycona †
- Praedorothia weidichi †
- Praedorothia zedlerae †
  - Praedorothia zedlerae luterbacheri †